# 比扎罗
比扎罗（英語：Bizarro）是美国DC漫画出版的一个虚构超級反派和反英雄。通常作为超人的对手登场。首次登场于1958年10月出版的《Superboy》68期。比扎罗通常被描绘为超人的克隆体，并拥有超人相似的能力。其创造者因故事版本不同，有多个起源。1961年6月至1962年8月期间出版《Bizarro World》。